# Tordesillas
Tordesillas község Spanyolországban, Valladolid tartományban.   Lakosainak száma 8638 fő (2024).

## Fekvése
Tordesillas Bercero, Velilla, Matilla de los Caños, Velliza, Geria, Simancas, Villanueva de Duero, San Miguel del Pino, Serrada, La Seca, Rueda, Valladolid, Nava del Rey, Torrecilla de la Abadesa, Pollos és Villalar de los Comuneros községekkel határos.

## Története
Itt, a Szent Klára-kolostorban kötötték meg 1494-ben a tordesillasi szerződést, amelyben a világ érdekszférákra osztásáról állapodott meg Portugália és Spanyolország.

## Látnivalói
- Szent Antolinusz-templom
- Kiályi Szent Klára-kolostor

## Népesség
A település népessége az utóbbi években az alábbiak szerint változott:
| Lakosok száma | 8150 | 8218 | 8708 | 9067 | 9186 | 8973 | 8858 | 8750 | 8664 | 8638 |
|               | 2001 | 2004 | 2007 | 2009 | 2012 | 2014 | 2017 | 2019 | 2022 | 2024 |